# Otino Luna
Otino Luna, o Otino de la Luna, latinizzato come Otinus de Luna oppure Otinus Papiensis (Pavia, XV secolo – XVI secolo), è stato un editore e tipografo italiano, attivo a Venezia tra il 1496 e il 1507.

## Biografia
Non sono note le sue date di nascita o di morte, ma era originario di Pavia: accanto al suo nome nelle edizioni appaiono spesso le denominazioni Papiensis, de Pavia o de Papia.
Otino Luna pubblica a Venezia almeno 27 edizioni a stampa attribuili a lui con certezza tra il 1496 e il 1507, di argomenti quali l'agiografia cristiana, trattati di medicina tradotti in latino dall'arabo e dal greco, nonché opere di filosofia e logica di autori classici come Aristotele e Boezio.
A lui sono attribuite dai repertori almeno altre due edizioni quattrocentesche prive di indicazioni editoriali.
La sua marca tipografica rappresenta due angeli che sostengono uno scudo sormontato da una luna crescente, con le punte in alto che racchiudono le iniziali O.P.

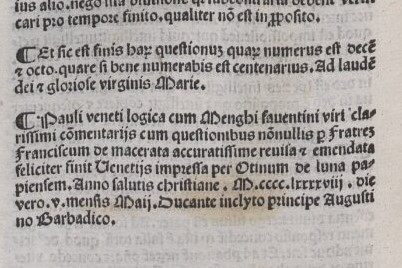
Colophon di un'edizione stampata da Otino Luna nel 1498